# アシヒダナメクジ

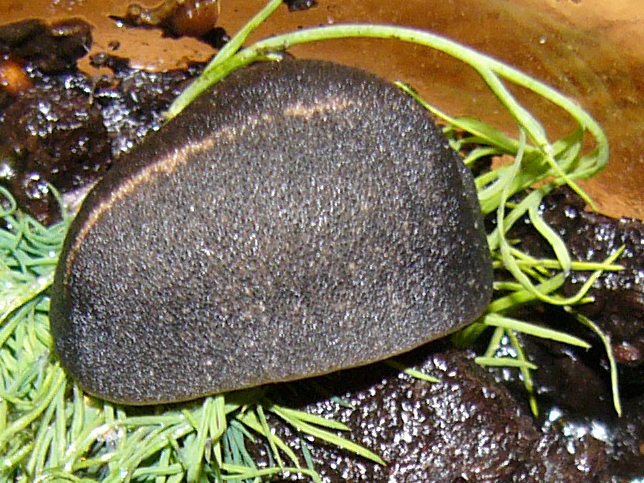
収縮した状態

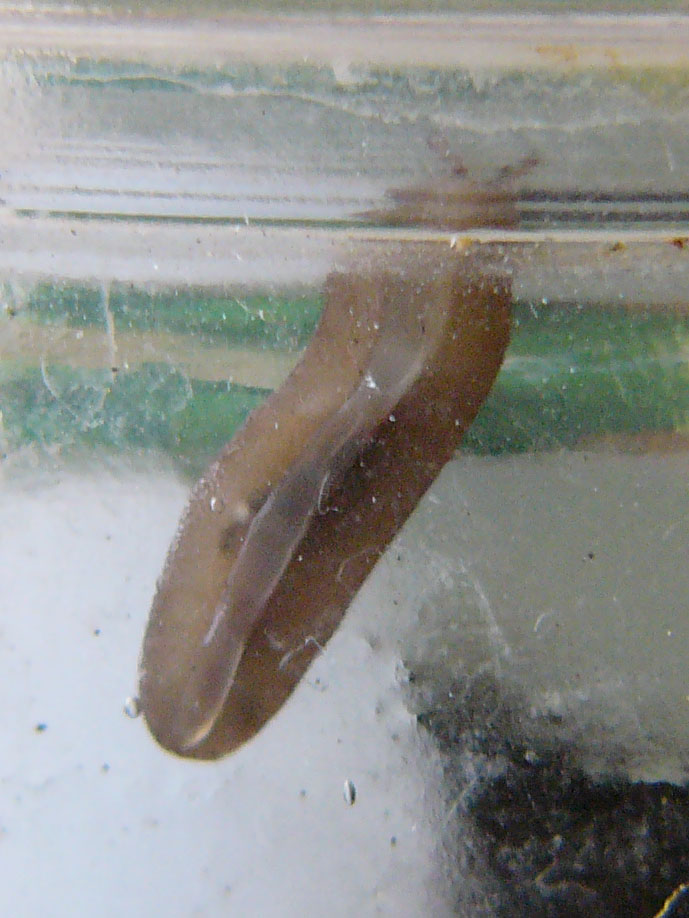
腹面・中央に幅の狭い足

アシヒダナメクジ（足襞蛞蝓、学名：Laevicaulis alte）は、陸産の腹足類の一つ。
殻がないためナメクジの名があるが、別の系統に属し、外見的にもかなり異なる。

## 概説
殻のない巻き貝であり、その点ではナメクジと共通するが、身体は腹背方向にかなり扁平で、また上から見ると楕円形で、後ろが細くならない。また余り粘つかない。
夜行性で草食。農業害虫としても知られ、広東住血線虫の中間宿主でもある。熱帯に広く分布し、日本では南西諸島に古くから知られた。

## 特徴
腹背から扁平で殻を持たない。活動中は長く伸びて80mmに達することもあるが、縮むと楕円形になる。背面は外套膜に覆われる。その表面は粘液質が少なく、表面は顆粒状の突起で覆われる。その周辺部はやや角張り、前後の端は丸っこい。背面全体はほぼ黒く、正中線に沿って黄褐色の輪郭不明瞭な筋斑がある。また、しばしば全体に黄褐色の斑点が出る。
腹面は縦に三分されており、その中央の細長い部分が足に当たり、その両側は縦溝で区切られる。足の面には規則正しく横襞がある。足の左右外側は外套膜の裏面に当たる。足の前端の外套膜下側のくぼみに頭がある。頭には触角が二対あり、そのうちの上側が長く、その先端に眼がある。頭部右側腹面に雄性生殖器があり、雌性生殖孔は外套膜下面、右側中央少し後ろに開く。

## 生態など
陸生で、落葉や朽ち木の下などに生息する。
台湾では低地に普通に見られるとするが、フィジーでは低地から標高のより高い地域まで、森林から農地、草地まで生息するとある。夜行性で、小型個体は夜しか動かず、大きい個体は涼しい時間なら昼間も活動するが、夜間に活動する傾向が強い。
この種は乾燥地域に生息するための適応が随所に見られる。例えば背面の革状になった皮膚や幅の狭い足は蒸散を減らす効果があると見られる。フィジーでは雨の多い時期に個体群密度が大きくなり、最大では一平方メートル当たり20個体にも達する。
雄性先熟性雌雄同体であり、雄から雌に性転換する。卵生で幼生が0.5cmから4cmに達するまでに7ヶ月を要する。

## 分布
東アフリカ、マダガスカルからインド、スリランカ、東インド諸島から南中国まで分布する。さらにオーストラリア北部、ハワイなどからも知られる。それらの分布域の多くは移入であり、原産地はアフリカであろうと考えられている。
日本では南西諸島から知られる。知念(1984)は沖縄県内の分布域として沖縄島から石垣島、西表島までの多くの島を挙げている。奄美では外来種として報告されている。他に本土でもたびたび確認されている。それらの地域には、例えば園芸植物などと共に持ち込まれ、温室から室外に進出したことなどが考えられている。

## 利害
植食性で、農業害虫としても知られ、特にオーストラリアで著名である。加害される植物としてはトマト、キュウリ、ホウレンソウなどがある。
人間に被害が知られる寄生虫である広東住血線虫の中間宿主であり、実際に沖縄ではこの種においてその存在が確認されている。他にアフリカの農民は鶏の雛がこれを食べた場合に有害であると伝える。